# Dynastie des Tughlûq

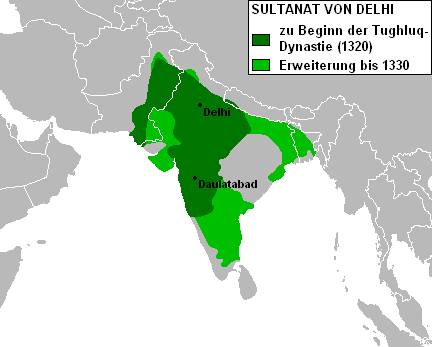
Le sultanat de Delhi pendant la dynastie des Tughlûq

La dynastie des Tughlûq  est une dynastie turque qui a régné sur le sultanat de Delhi dans le nord de l'Inde (Punjab) 1320 et 1413.  Elle succède à la dynastie des Khaldjî et est suivie par la dynastie des Sayyîd et est suivis par la dynastie des Lodi.
Le fondateur de la dynastie est un chef militaire Ghazi Malik dont le  père était un esclave turco-mongol au service de Balban. Devenu  Ghiyath al-Dîn Tughlûq, il est proclamé sultan de Delhi sous le nom de Ghiyath al-Dîn Tughlûq Ier par les nobles turcs, révoltés contre l'usurpateur d’origine hindoue Khusraw Khan, le 6 septembre 1320. Il remet de l’ordre dans les finances et l’administration, développe l’agriculture, Les Tughlaq faisaient donc partie de la tradition des dynasties turques qui dominent le sultanat de Delhi après les invasions ghurides et la  puissance montante des sultans mamê louks. 
Ils parlaient probablement le turc dans les cercles élitaires, mais l'administration et la culture de la cour étaient fortement persanisées, comme c'était le cas pour la plupart des dynasties turco-musulmanes de l'époque.
L'Empire Tughlaq a conservé des influences militaires et administratives turques, notamment dans l'organisation de l'armée et l'usage des élites turques dans le gouvernement. Cependant, leur pouvoir s'est progressivement indianisé avec le temps, et leurs liens avec l'Asie centrale se sont affaiblis. Ils maintiennent l’oppression de l’administration musulmane sur le peuple hindou, qu’ils laissent à un niveau de prospérité raisonnable par une pression fiscale calculée.
Le sultan Tughlûq Ier est tué en 1325 à un retour de campagne militaire d’un « accident » causé par la chute d’un arc de triomphe de bois posé par son fils Jauna, qui lui succède sous le nom de Muhammad II. 
En 1327, Muhammad II bin- Tughlûq transfère sa capitale à Daulatabad (Devagiri), dans le Dekkan. Il force la population entière de Delhi à le suivre, ce qui fait de nombreuses victimes. Peu de temps après, il réintègre Delhi. Sous son règne tyrannique, les révoltes se succèdent sans trêve et il en profite pour étendre ses conquêtes dans le Dekkan où il met fin à la dynastie hindou des Hoysala. Il fait frapper des monnaies de cuivre qui, trop faciles à imiter, seront à l’origine de la ruine du trésor. La deuxième partie du règne est marquée par la fondation du royaume hindou de Vijayanâgara en 1345 et celle du royaume Bahmanî en 1347 dans le Dekkan. Le Bengale se rend indépendant en 1352 sous Shamsuddin Ilyas shah.
À la mort de Muhammad II en 1351, son cousin Firûz III Shah lui succède. Le sultanat connaît une certaine prospérité pendant la première moitié de son règne, puis le pouvoir central décline après 1370. L'Inde est alors en proie à de violentes famines (1370-1395). Fîrûz III est contraint d'abdiquer par son fils Muhammad le 22 août 1387. Mais ce dernier doit fuir devant une révolte servile. À la mort de Fîrûz III l'année suivante, son petit-fils Tughlûq Khan lui succède sous le nom de Tughlûq II. Victime d’une conspiration, il est remplacé en 1389 par son cousin Abu Baqr qui doit renoncer au trône en 1390 au profit de son oncle Muhammad III. 
Le 17 septembre 1398, Tamerlan prend Delhi et pille la ville de fond en comble pendant trois jours. Après avoir ravagé les Indes en détruisant tout sur son passage,  Tamerlan traverse l’Indus le 19 mars 1399 en laissant pour le représenter Malik Sulaymân, un Afghan qui se prétend descendant du prophète (sayyid), à qui succède son fils Khizr Khân. Le sultanat de Delhi, affaibli, perd un grand nombre de ses vassaux musulmans qui se déclarent indépendants. À partir de 1401, le général Mallu Ikbal, exilé à Baran, rentre à Delhi exsangue, ravagée par la famine et la peste, rappelle le sultan Mahmûd II et gouverne à sa place jusqu'à sa mort en 1405. À la mort du dernier Tughlûq en 1413, un Afghan, Daulat Khan Lodi est proclamé sultan par la noblesse de Delhi. L'année suivante il est renversé par Khizr Khân Sayyîd, fondateur de la dynastie des Sayyîd.

## Liste des sultans
- 1320 - 1325 : Ghiyath al-Dîn Tughlûq Ier.
- 1325 - 1351 : Muhammad II bin-Tughlûq.
- 1351 - 1388 : Firûz III Shah Tughlûq.
- 1388 - 1389 : Tughlûq II.
- 1389 - 1390 : Abû Bakr Tughlûq
- 1390 - 1394 : Muhammad III Tughlûq
- 1394 - 1395 : Sikandâr Ier
- 1395 - 1413 : Mahmûd II en compétition avec son cousin Nusrat Shâh qui contrôle Fîrûzâbâd de 1395 à 1399.